# Charles Jared Ingersoll

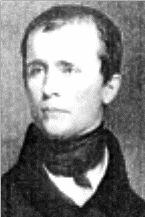
Charles Jared Ingersoll

Charles Jared Ingersoll (* 3. Oktober 1782 in Philadelphia, Pennsylvania; † 14. Mai 1862 ebenda) war ein US-amerikanischer Jurist und Politiker. Zwischen 1813 und 1815 sowie nochmals von 1841 bis 1849 vertrat er den Bundesstaat Pennsylvania im US-Repräsentantenhaus.

## Werdegang
Charles Ingersoll war der Sohn von Jared Ingersoll (1749–1822), einem Delegierten zum Kontinentalkongress, und ein Bruder von Joseph Reed Ingersoll (1786–1868), der Kongressabgeordneter aus Pennsylvania war. Er genoss eine akademische Schulausbildung. Nach einem anschließenden Jurastudium und seiner 1802 erfolgten Zulassung als Rechtsanwalt begann er in Philadelphia in diesem Beruf zu arbeiten. Gleichzeitig schlug er als Mitglied der Demokratisch-Republikanischen Partei eine politische Laufbahn ein.
Bei den Kongresswahlen des Jahres 1812 wurde Ingersoll im ersten Wahlbezirk von Pennsylvania in das US-Repräsentantenhaus in Washington, D.C. gewählt, wo er am 4. März 1813 die Nachfolge von James Milnor antrat. Da er im Jahr 1814 auf eine erneute Kandidatur verzichtete, konnte er bis zum 3. März 1815 zunächst nur eine Legislaturperiode im Kongress absolvieren. Diese war von den Ereignissen des Britisch-Amerikanischen Krieges bestimmt. Während dieser Zeit war Ingersoll Vorsitzender des Justizausschusses.
Zwischen 1815 und 1829 fungierte Ingersoll als Bundesstaatsanwalt für den östlichen Distrikt von Pennsylvania. Im Jahr 1825 war er Delegierter auf einer Versammlung zur Verbesserung der Infrastruktur seines Heimatstaates. In den 1820er Jahren schloss er sich der Bewegung um den späteren Präsidenten Andrew Jackson an und wurde Mitglied der von diesem 1828 gegründeten Demokratischen Partei. 1830 war er Abgeordneter im Repräsentantenhaus von Pennsylvania und im Jahr 1837 nahm er am Verfassungskonvents seines Staates teil. 1837 scheiterte er bei einer Nachwahl und im Jahr darauf bei den regulären Kongresswahlen mit dem Versuch der Rückkehr in das US-Repräsentantenhaus.
Erst bei den Wahlen des Jahres 1840 wurde Ingersoll dann wieder im dritten Distrikt seines Staates in den Kongress gewählt, wo er am 4. März 1841 Charles Naylor ablöste. Nach drei Wiederwahlen konnte er bis zum 3. März 1849 im Repräsentantenhaus verbleiben. Die Zeit bis 1845 war von den Spannungen zwischen Präsident John Tyler und den Whigs geprägt. Außerdem wurde damals bereits über eine mögliche Annexion der seit 1836 von Mexiko unabhängigen Republik Texas diskutiert. Diese Diskussion führte zum Mexikanisch-Amerikanischen Krieg. Von 1843 bis 1847 war Charles Ingersoll Vorsitzender des Auswärtigen Ausschusses.
Im Jahr 1848 verzichtete er auf eine weitere Kandidatur. Bereits im Jahr 1847 war er als Nachfolger von William R. King zum neuen amerikanischen Gesandten in Frankreich ernannt worden – ein Amt, das er nicht antreten konnte, weil der US-Senat der Ernennung nicht zustimmte. Charles Ingersoll starb am 14. Mai 1862 in Philadelphia, wo er auch beigesetzt wurde.